# South Water Caye Marine Reserve
South Water Caye Marine Reserve ist ein Meeresschutzgebiet (marine reserve) im Stann Creek District von Belize. Es wurde 1996 eingerichtet und umfasst 47.702 ha (117.875 acre) von Mangroven und Küstenbiotopen.
Das Crown Reserve Man of War Caye gehört ebenfalls zum Schutzgebiet. Die Insel steht als Nistplatz für Weißbauchtölpel (brown booby) und Prachtfregattvogel (magnificent frigatebird) unter speziellem Schutz.
2017 benannte das National Geographic Pelican Beach auf South Water Caye als einen der 21 besten Strände in der Welt.

## Geographie

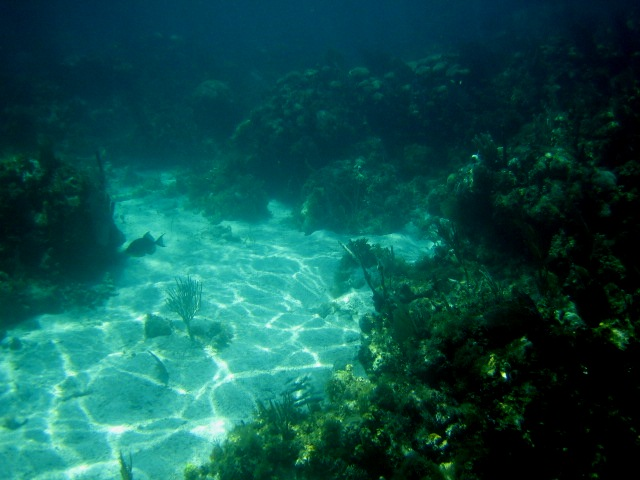
Unterwasserwelt im South Water Caye Marine Reserve

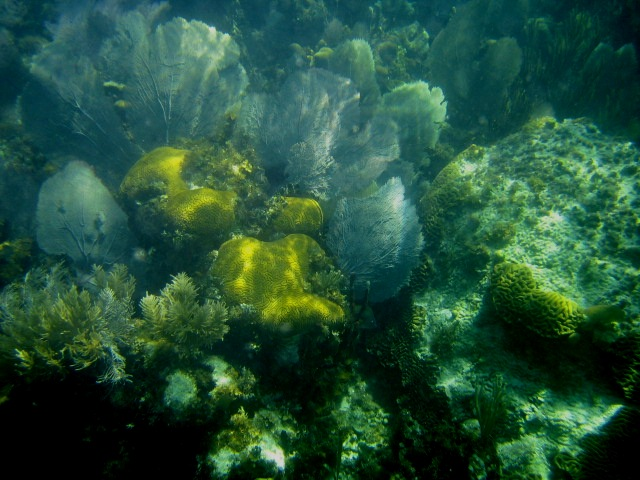
Fächerkoralle im South Water Caye Marine Reserve

Das Meeresschutzgebiet umfasst einen Abschnitt der seichten Riffkronen des Mittelamerikanischen Barriereriffs vor der Atlantikküste.
| area = 47.702|ha
Einige der Riffinseln (Cayes=Motu) sind trotzdem mit kleinen Hotelanlagen ausgestattet. Im Schutzgebiet liegen die Inseln Carrie Bow Caye, Man-O'-War Caye, South Water Caye, Tobacco Range und Twin Caye.
Das Gebiet ist besonders wertvoll aufgrund seiner hohen Biodiversität. Die Biotope umfassen sowohl Mangroven, als auch ausgedehnte Seegraswiesen und dementsprechend auch viele gefährdete Tierarten wie Große Fechterschnecke (queen conch, Strombus gigas), Karibik-Languste (Lobster, Panulirus argus). Die geschützten Kanäle und Mangrovenhaine der Pelican Cayes im südlichen Abschnitt des Schutzgebiets wurden als eines der Meeresgebiete mit der höchsten Biodiversität in der westlichen Hemisphere erkannt mit zahlreichen Arten, die endemisch und neu für die Wissenschaft sind.
Die Mangrove Cayes bieten Nistmöglichkeiten für zahlreiche Vogelarten. Die zahlreichen Sandbänke um die Wee Wee Caye haben auch Brutgebiete für die seltene Rosenseeschwalbe (roseate tern, Sterna dougallii) und für Meeresschildkröten.

## Ziele
Das Schutzgebiet wurde nach Vorgaben der UNESCO eingerichtet, welche das Schutzgebiet noch 1996 als Belize Barrier Reef Reserve System World Heritage Site aufnahm.
Das Ziel des Schutzgebietes ist „Schutz und weisen Umgang, Verständnis und Freude an den natürlichen Ressourcen des South Water Caye Marine Reserve auf Dauer“ zu bieten.
im Schutzgebiet sind die Richtlinien daher: die natürlichen Ressourcen auch für kommende Generationen zu erhalten, Fischer zur nachhaltigen Fischerei anzuhalten, Erholungsmöglichkeiten, Forschungs- und Bildungsmöglichkeiten und Besuchsmöglichkeiten zu bieten, sowie die Umweltbildung zu stärken und die Forschung zu verstärken.